# Крук, Иан
Иан Крук Стюарт (англ. Ian Crook Stuart; род. 18 января 1961, Ромфорд, Лондон, Англия) — английский футболист и тренер.

## Биография
Начинал свою карьеру в «Тоттенхэм Хотспур». За время своего нахождения в стане «шпор», они побеждали в Кубке Англии и в Кубке УЕФА, однако Крук не был основным футболистом в команде. В 1986 году перешел в «Норвич Сити», застав лучшую эпоху в истории клуба. В его составе полузащитник становился призером английской Премьер-Лиги и выступал в еврокубках. Всего за «Норвич» Крук провел более 400 матчей. В 2001 году «Four Four Two» включил игрока в число лучших английских футболистов, никогда не игравших за ее сборную: на счету Крука был всего один матч за Англию B.
Завершал свою карьеру в Японии и Австралии, куда футболиста приглашал с собой шотландский тренер Эдди Томпсон.
После окончания карьеры Крук перешел к тренерской работе. Он возглавлял австралийский «Ньюкасл Джетс» и сборную Американского Самоа. Затем трудился помощником тренера в ряде клубов. Два года руководил вторым составом «Сиднея», а в мае был назначен наставником основы после ухода из нее чеха Витезлава Лавички. Изначально клуб хотел пригласить в качестве главного тренера Грэма Арнольда, но он отверг предложение от «Сиднея». Для помощи Круку команду пополнил легендарный футболист сборной Италии и «Ювентуса» Алессандро Дель Пьеро. Однако вскоре после старта чемпионата английский специалист принял решение покинуть свою должность, мотивировав это «постоянным стрессом», из-за которого ухудшилось его здоровье.
В 2014 году был ассистентом у Тони Поповича в клубе «Уэстерн Сидней Уондерерс».

## Достижения

### Футболиста
- Обладатель Кубка УЕФА (1): 1983/84.
- Обладатель Кубка Англии (2): 1980/81, 1981/82.
- Обладатель Суперкубка Англии (1): 1981.
- Финалист Кубка Английской футбольной лиги (1): 1981/82.

### Тренера
- Лучший тренер Национальной футбольной лиги Австралии (1): 2001/02.